# ASJA L 2
ASJA L 2 eller Ö 9 var ett svenskt skolflygplan för allmän flygträning, som konstruerades och tillverkades av Svenska Järnvägsverkstädernas Aeroplanavdelning.
Flygförvaltningen kontaktade i början av 1930-talet ASJA om möjligheten att konstruera ett nytt övningsflygplan för flygvapnet. På ASJA satte konstruktörerna Sven Blomberg, Bo Lundberg och Elis Nordquist igång arbetet med ASJA L 2, som senare blev Ö 9.
Flygplanet, som var dubbeldäckat, lånade konstruktionslösningar från många tidigare typer, bland annat från Fokker C.V och Heinkel HD 24
Flygplanskroppen tillverkades i en svetsad fackverkskonstruktion av stålrör, som kläddes med duk. Landstället var fast och kunde förutom hjul även förses med flottörer. Det första flygplanet blev klart för leverans hösten 1932, utrustat med hjulställ. Flygplanet placerades först vid F 5 Ljungbyhed, men överfördes senare till F 1 Hässlö, där det totalhavererade i september 1937.  
Det andra flygplanet levererades i november 1932, monterat på flottörer, till F 2 Hägernäs, där det användes för omskolning av piloter till sjöflygplan. Flygplanet överfördes senare till F 3 Malmslätt, där det användes av CVM. Det kasserades i april 1940 på grund av förslitning.
Flygplanets prestanda, både som land- och sjöflygplan, var för dåliga för att motivera fortsatt produktion.  